# Haut-poitou (AOC)
Pour la région, voir Haut-Poitou.
Le haut-poitou est un vin labellisé AOC produit dans la partie la plus méridionale de la vallée de la Loire. Son vignoble est situé dans les départements de la Vienne et des Deux-Sèvres, correspondant à l'ancienne division du Haut-Poitou.

La Commission européenne ayant harmonisé les « signes officiels de qualité », l'AOC a pour équivalent européen l'appellation d'origine protégée (AOP).

## Histoire

### Préhistoire et Antiquité
Le vignoble poitevin existait déjà à l'époque gallo-romaine.

### Moyen Âge
Durant toute la période médiévale, les vins du Poitou jouissent d'une grande renommée. En 1199, quand Jean Sans Terre fait fixer les prix des vins en Angleterre, la production bordelaise n'est pas citée, au contraire des vins blancs du Poitou, de ceux d'Anjou et de France. Cette prééminence implique que la production poitevine au XIIe siècle avait beaucoup de similitude - sinon de parenté - avec les vins plus septentrionaux. En effet ces vins étaient issus du chenière ou blanche chenère, qui a été assimilé au chenin d'Anjou.
En 1224, le clerc Henri d'Andeli indique dans sa célèbre « Bataille des vins » que les crus de Chauveny et de Montmorillon sont considérés comme étant parmi les plus grands à la cour du roi Philippe Auguste.
Au XIIIe siècle, un trafic maritime régulier s'instaura entre La Rochelle et Bruges faisant du port flamand, la plaque tournante de redistribution des vins du Poitou. Ils sont exportés en Flandre, dans les villes hanséatiques de la mer du Nord et même en Orient. 
La Papauté d'Avignon les apprécie. Le cardinal Annibal de Ceccano, le 30 avril 1343, offrit au pape Clément VI un repas entré dans les annales de la gastronomie. Parmi les vins servis, il y avait ceux de La Rochelle, c'est-à-dire du Poitou.  
Tous les documents du XIVe siècle font la preuve que Flamands et Anglais s'approvisionnaient essentiellement en vins blancs. Mais si la destination finale resta identique, l'approvisionnement de la Flandre varia dans ses ports. Au cours des années 1380, ce fut Damme qui prit le relais avec annuellement 10 000 tonneaux de vins en provenance du Poitou. Une telle manne excita l'envie, puisqu'en 1382, les Gantois attaquèrent ce port. Et Froissart de narrer : 

« À donc furent extraits de ces beaux celliers de Damme tout le vin qui estoit du Poitou, de Gascogne et de La Rochelle, plus de 60 000 tonneaux, et envoyés à Gand. »

Si ces pilleries entre cités étaient alors monnaie courante, ce qui l'était moins était le commanditaire, l'abbaye Saint-Pierre de Gand. Celle-ci entreposa dans ses caves une « grande quantité de vin du Poitou tant pour la consommation des moines que pour la vente aux bourgeois de la ville ».

### Période moderne
Mais, entre 1415 et 1435, l'alliance du duc de Bourgogne et de l'Angleterre contre la France, fit chuter complètement la vente des vins poitevins en Flandre. Le duché de Bretagne prit alors le relai. Et entre 1450 et le début du XVIe siècle, les ports bretons servirent de transitaire entre le Poitou et les marchands de vin anglais. Le duc Jean V prit amplement sa dîme au passage puisque ses comptes ont montré que ses caves étaient pleine de vins poitevins.  
La paix revenue, il fallut tout de même attendre les années 1530-1535, pour que la Zélande et le port-étape de Middelbourg puissent à nouveau importer les vins en provenance du Poitou. Mais, entretemps, les goûts avaient changé. Les courtiers flamands, installés à La Rochelle, demandaient plus la quantité que la qualité. Les vins qu'ils prisaient étaient destinés à l'alambic. Un acte notarié, daté de 1559, signale qu'une galée flamande fit route vers Londres avec dans ses cales douze barriques d'eau-de-vie et vingt tonneaux de « petits vins ». Désormais ce terme péjoratif qualifia les vins du Poitou dès le début du XVIIe siècle. Ce sont pourtant eux, qui à la fin du XVIIe siècle, faisaient toujours les délices de la cour d'Angleterre.
C'est l'apogée du vignoble qui s'étendait alors sur plus de 40 000 hectares. Hugh Johnson signale pourtant que tous ces vins du Poitou étaient traités au plomb afin d'adoucir et de masquer leur acidité, ce qui les faisaient ressembler aux vins de Loire. Ces ingestions massives de plomb eurent des conséquences dramatiques et provoquèrent ce qui fut appelée la « colica pictonum » ou colique du Poitou. 
Elle fut caractérisée en 1473 par Nicolas Ellemborg, moine bénédictin d’Ottobeuren, en Bavière, puis parfaitement décrite, un siècle plus tard, par l’historien Jacques-Auguste de Thou. Il avait remarqué que « Dès qu’un homme en est attaqué, son corps devient comme paralytique ; il a le visage pâle, l’esprit inquiet, des maux de cœur, des vomissemens, un hoquet continuel, une soif ardente, une difficulté d’uriner, une douleur violente dans l’estomac, les intestins, les hypochondres, les reins : il y en a même dont les piés, les jambes, & les mains, deviennent paralytiques, après avoir été attaqués de convulsions épileptiques ». 
Ce fut François Citois, originaire de Poitiers et médecin de Richelieu, qui lui donna son nom, en 1616, dans son traité De novo et populari apud Pictones doloro colico bilioso diatriba. Cette neuralgie du grand sympathique était due à l’ingestion de vins traités au plomb. Aujourd’hui, cet empoisonnement au plomb est connu sous le nom de saturnisme et la « colica pictonum » est caractérisée comme colique de plomb ou colique saturnine.
Dès 1878, fut signalé les premiers points d'infection du vignoble poitevin par le phylloxéra. En cinq ans il fut totalement ravagé et anéanti. En 1890, l'État, face à la misère et à l'exode rural, encouragea la plantation des plants américains comme l'othello et le noah. 
Mais les vins obtenus avaient un goût foxé, de pissat de renard. Pour pallier cette mauvaise qualité, dès le début du XXe siècle, des cépages nobles furent greffés sur des pieds américains insensibles aux piqûres de l'insecte térébrant. Mais la première guerre mondiale provoqua le départ de la grande majorité des viticulteurs poitevins au front. Le vignoble resta quasiment à l'état d'abandon. 
La paix revenue, en 1920, Avaliste Creuzé, membre de la Société d'Agriculture de Poitiers, proposa la plantation des hybrides et en particulier les Seibels. La baisse des vins de qualité fut le seul et unique résultat de cette expérience.

### Période contemporaine

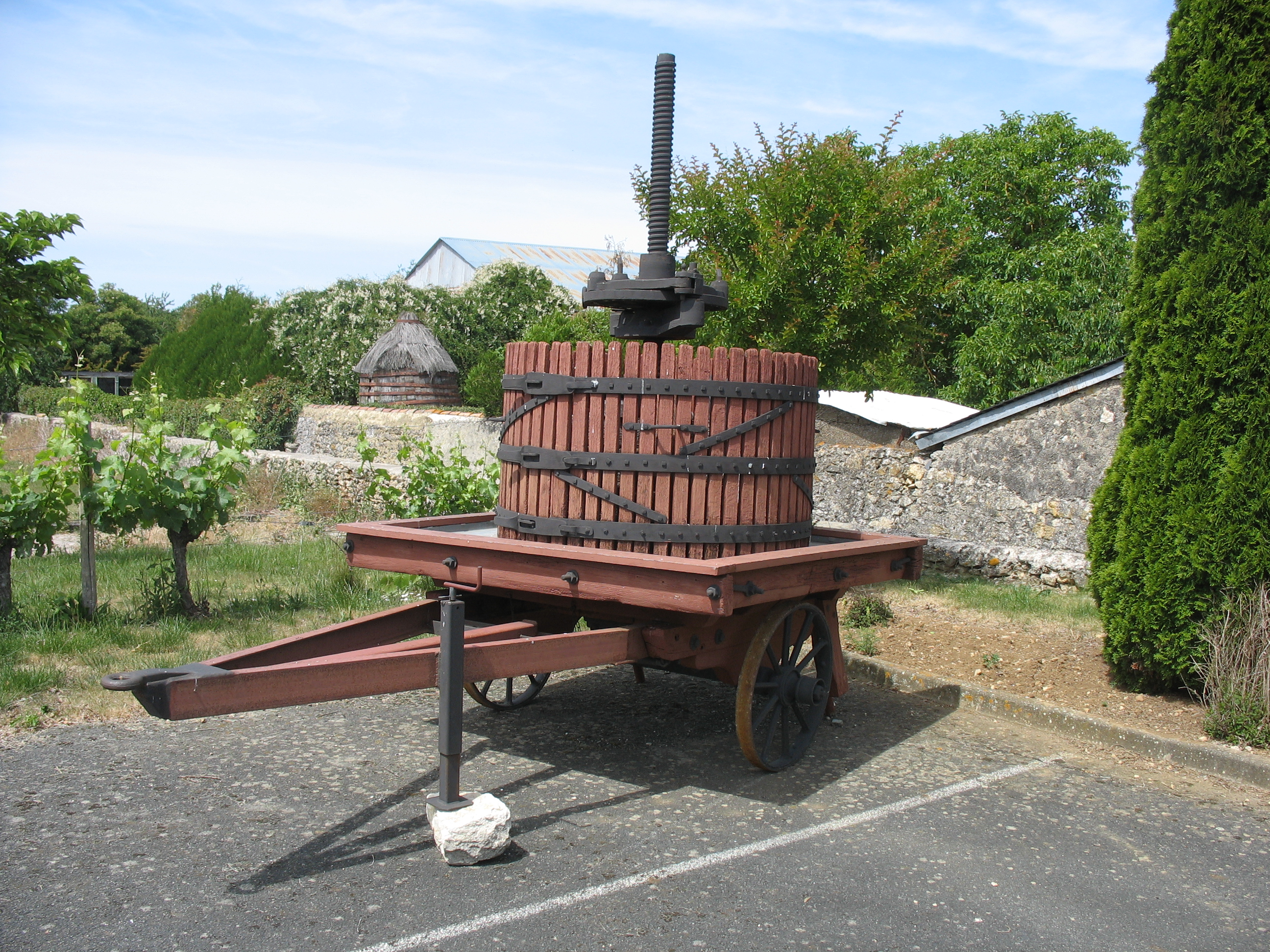
Pressoir à raisin à Doux

L'après Seconde Guerre mondiale, révéla une autre incompétence viticole, Gérard Marot, qui préconisa à son tour la plantation des hybrides tels que baco, gaillard, villard, Léon Millot et autre 54/55. Avec des rendements dépassant 100 hectolitres à l'hectare, la production rebondit mais la qualité diminua encore. Il fallut attendre les années 1960 pour que le législateur interdise définitivement des hybrides.
Pourtant dès 1948, l'espoir était revenu avec la création de la cave coopérative du Haut-Poitou, à Neuville-de-Poitou. Le label VDQS (Vin Délimité de Qualité Supérieure) vint couronner sa politique de qualité en 1970. Une telle orientation vers de plus en plus de qualité mérita l'hommage que Marcel Lachiver rendit à cette cave en 1988 :

« Succès assuré dans le Poitou par la « Cave du Haut-Poitou » à Neuville qui assure l'essentiel de la production de cette région et présente quelques VDQS d'une qualité remarquable, en particulier des chardonnays et des cabernets présents sur la table des grands restaurants ; production en partie exportée, ce qui est aussi un gage de qualité, car l'étranger sait choisir ce qu'il y a de meilleur. »

En septembre 2011, le Haut-Poitou accède à l'AOC, c'est la reconnaissance par l'État de la qualité des vins. C'est le fruit de plus de 20 ans d'un travail, rigoureux, méticuleux et passionné des vignerons coopérateurs et des vignerons indépendants.
En juin 2013, la cave coopérative du Haut-Poitou, gravement endettée, est "au bord du gouffre" .
Le 14 novembre 2013, l'assemblée générale extraordinaire de la cave coopérative s'achève par la décision du dépôt de bilan. Le 15 novembre 2013, la cave coopérative du Haut-Poitou officialise son dépôt de bilan.

## Situation géographique

### Orographie
Le terroir de l’appellation s'étale sur un vaste plateau au nord et à l’ouest de Poitiers. Son altitude moyenne se situe aux environs de 110 mètres.

### Géologie
Les meilleurs terroirs se trouvent sur des terres argilo-calcaires appelées « argile à silex du Poitou » ainsi que sur les sols argilo-siliceux sur sous-sol calcaire.

### Climatologie
Le climat est de nature océanique aquitain. Les précipitations, réparties sur l'ensemble de l'année, varient environ entre 650 mm et 900 mm, le nord du département de la Vienne étant moins arrosé que le littoral. Les hivers sont doux, les étés chauds mais sans excès. La région bénéficie d'un ensoleillement important. En dépit des pluies réparties sur l'ensemble de l'année, l'évapotranspiration est élevée durant les mois d'été : de mai à septembre ce qui est favorable au vignoble. La neige ne dure jamais longtemps, et les gelées sont de courte durée.

## Vignoble

### Présentation
Le vignoble du Haut-Poitou, en coteaux ou sur les replis des plateaux pour une meilleure exposition au soleil, est un vignoble d’îlots, de « fiefs de vigne ». Ce regroupement des vignes en îlots est caractéristique du vignoble du Haut-Poitou, dans un contexte agricole orienté vers les grandes cultures. Il traduit le savoir-faire des vignerons pour sélectionner les sites les plus favorables à la viticulture.

Le vignoble, d'une superficie de 754 hectares, s'étend sur 2 communes des Deux-Sèvres et 45 communes du département de la Vienne, autour de Neuville-de-Poitou et Mirebeau, au nord-ouest de Poitiers jusqu'au Futuroscope.
Département des Deux-Sèvres
Doux et Thenezay
Département de la Vienne
Amberre, Avanton, Ayron, Beaumont, Blaslay, Chabournay, Chalandray, Champigny-le-Sec, Charrais, Chasseneuil-du-Poitou, Cheneché, Cherves, Chiré-en-Montreuil, Chouppes, Cissé, Colombiers, Craon, Cuhon, Dissay, Frontenay-sur-Dive, Frozes, Jaunay-Clan, Lencloître, Maillé, Maisonneuve, Marigny-Brizay, Massognes, Mazeuil, Migné-Auxances, Mirebeau, Neuville-de-Poitou, Ouzilly, Prinçay, Le Rochereau, Saint-Cyr, Saint-Georges-lès-Baillargeaux, Saint-Jean-de-Sauves, Thurageau, Usseau, Varennes, Vendeuvre, Villiers, Vouillé, Vouzailles et Yversay.

### Encépagement
- Rouge :
  - cépage principal : cabernet-franc (60% minimum)
  - cépages accessoires : gamay-noir à jus blanc, gamay de Bouze, gamay de Chaudenay, merlot et pinot-noir
- Blanc : sauvignon-blanc (60% minimum) et fié-gris (sauvignon-gris)
- Rosé : cabernet-franc (40% minimum), gamay-noir à jus blanc (20% minimum) et pinot-noir (20% minimum), les 3 cépages étant obligatoirement présents dans l’encépagement[26]

### Méthodes culturales et réglementaires

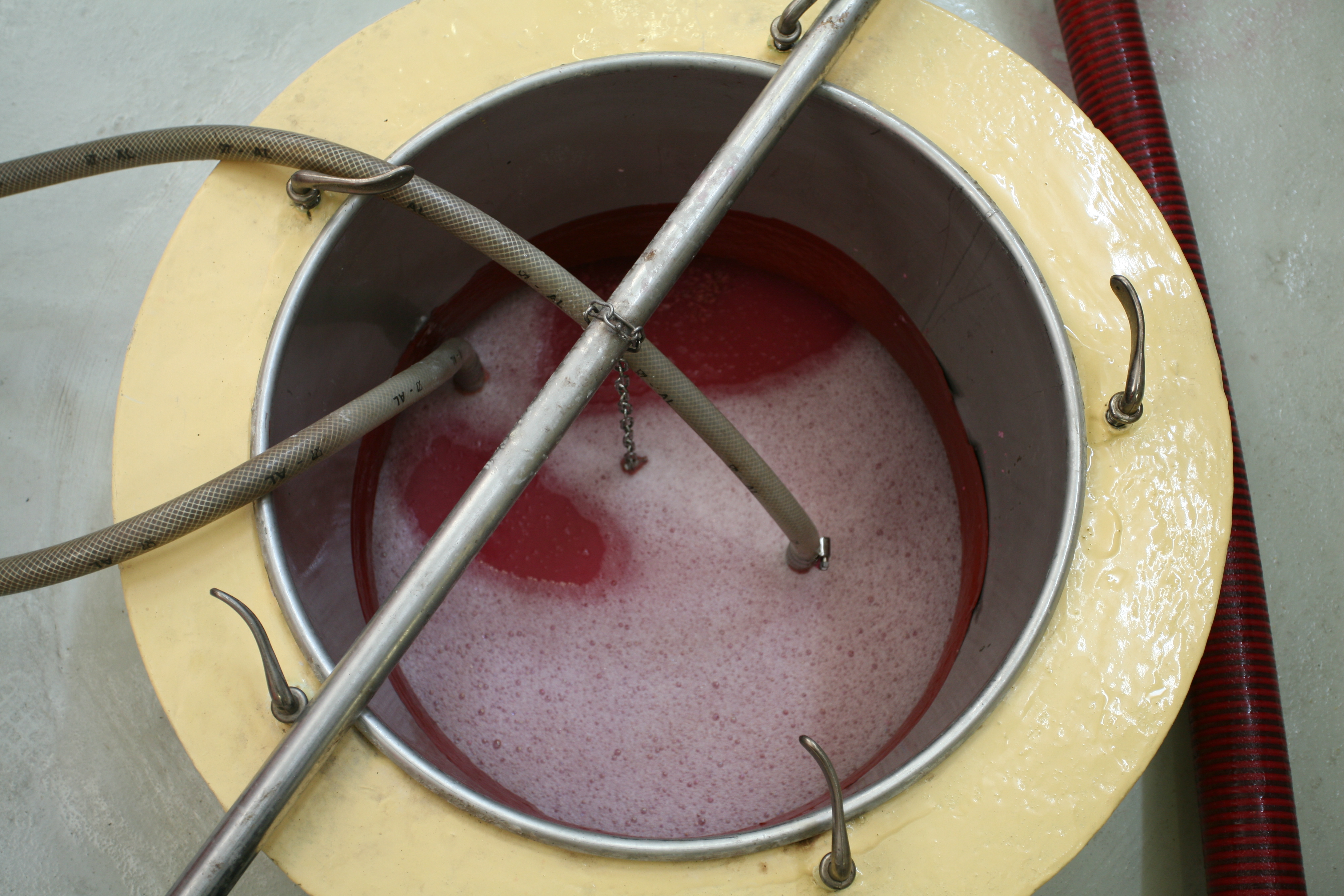
Cuve de rosé thermo-régulée par la présence de drapeaux de froid permettant de régler une température de fermentation au ½ degré près

La vinification des vins blancs est faite à basse température, en cuve thermo-régulée, et dure entre deux et trois semaines. Après soutirage, ils sont conservés sur lies pendant un ou trois mois avant d'être embouteillés. 
Le rosé, après une fermentation à basse température et une cuvaison courte, ne dépassant pas un jour et demi, est embouteillé au printemps qui suit la récolte.
Pour les rouges, la vinification du gamay se fait en cuve inox thermo-régulée entre 26 et 28°. Cette cuvaison dure pendant 8 à 10 jours. Seul le vin de goutte est utilisé. Les cabernets franc et cabernet sauvignon sont assemblés. Ce vin est élevé dans des barriques bordelaises de deux vins durant cinq mois avant d'être mis en bouteille.

### Terroir et vins
Ce terroir permet l'obtention de vins légers, souples et fruités. Pour le blanc, les quatre cépages expriment toute leur typicité et leur finesse aromatique. La gamme des rouges s'étend des vins-plaisir, issus du gamay, à boire jeunes, aux vins de semi-garde et d'une grande richesse aromatique qui assemblent les cabernets. Le rosé se place dans la catégorie des vins frais à boire durant la période estivale.

### Structure des exploitations

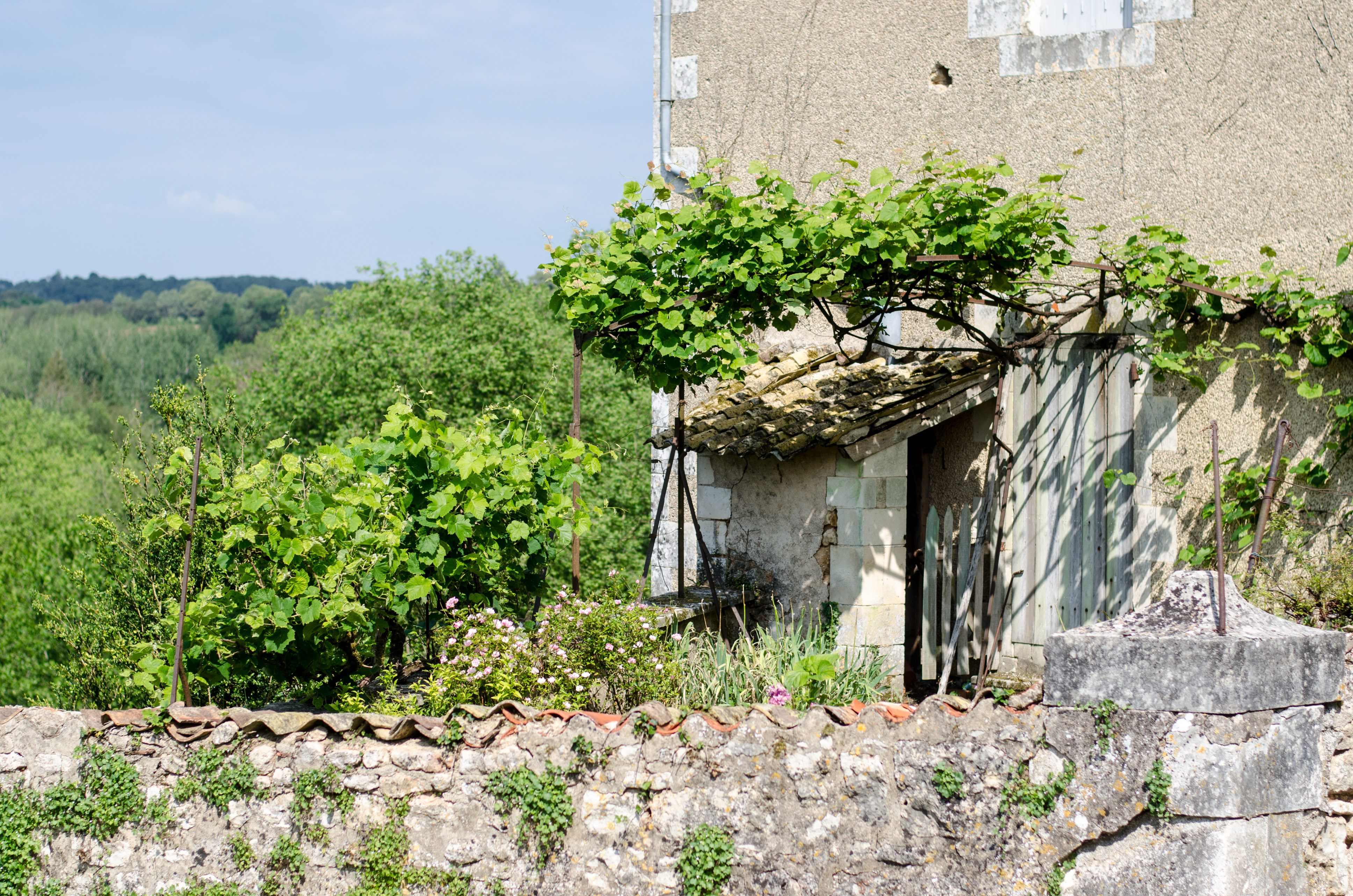
Maison des vignes en Haut-Poitou

Pendant longtemps, ce fut seule la « Cave du Haut Poitou », une coopérative, qui assura  la vinification et la commercialisation. De nos jours, vingt-neuf caves indépendantes ont été créées. Globalement la superficie de leur vignoble représente 248 hectares. La coopérative, à laquelle adhèrent quelque 300 viticulteurs, vinifie la production de 506 hectares.

### Type de vins et gastronomie
Le chardonnay produit un vin sec, aux arômes délicats. Il est parfait dans les deux à trois ans qui suivent sa récolte. Il se déguste frais entre 9 et 10°. Le sauvignon fournit, lui aussi, un vin sec qui développe des arômes puissants, typiques du cépage. Il se boit très jeune entre 8 et 10°.
Le rosé est obtenu par saignée du cabernet franc. Il doit être consommé dans sa prime jeunesse, entre un et deux ans, et doit être servi aux alentours de 9 à 10°. 
Le vin, issu du gamay, afin de conserver tous ses arômes, doit être bu dans l'année de la récolte. Il est servi rafraîchi entre 11 et 13°. Le rouge provenant de l'assemblage des cabernets est charpenté, avec des arômes de fruits rouges et d'épices. Il peut s'épanouir pendant trois à six ans, en fonction du millésime. Il doit être servi chambré, c'est-à-dire entre 14 et 15°.
Traditionnellement, les rouges se marient à merveille avec des viandes blanches, rouges ou grillées, tandis que les vins blancs s'accordent parfaitement aux poissons, coquillages et fruits de mer.

### Commercialisation
Le marché intérieur absorbe 50 % de la production, l'autre moitié s'exporte au Canada, Japon, Singapour, Nouvelle-Zélande et Afrique du Nord. Depuis 1987, la cave de Neuville propose des « cuvées châteaux », issues des propriétés de ses adhérents. Ce fut d'abord le « Château Le Logis », puis l'année suivante les « Château de Brizay » et « Château La Fuye ».